# 千正明
千正明（韓語：천정명，1980年11月29日—），韓國男演員。
1997年，當時還是一名高二學生的千正明偶然被一個經紀公司發現並由此開始了模特兒生涯。1999年他開始向演員轉型，並且出演了KBS的電視劇《學校2》。2008年1月2日，军队入伍。2009年11月27日，正式结束1年11个月的部队生活。

## 演出作品

### 電視劇
- 1999年：KBS《学校2》
- 2001年：MBC《第三个偶然》秋夕特辑剧
- 2001年：MBC《New Nonstop》第180集「回忆中的青春期」
- 2001年：SBS《男和女》之「花饮食店纯情」
- 2002年：MBC《一叶之女》（最佳剧场）
- 2002年：SBS《坏女孩》
- 2003年：SBS《正直生活》飾演 千正明
- 2004年：KBS《北京，我的爱》 韩、中（CCTV）合拍
- 2004年：KBS《我爱你，氢氦锂》（城市单元剧）
- 2005年：SBS《流行70》飾演 张斌
- 2006年：KBS《再见独奏》飾演 金閔皓
- 2006年：MBC《狐狸啊，你在做什么？》飾演 朴哲修
- 2010年：KBS《灰姑娘的姐姐》飾演 洪祈勳
- 2011年：MBC《夥伴》飾演 天童
- 2011年：KBS《榮光的在仁》飾演 金榮光
- 2013年：中國《親情保衛戰》
- 2014年：OCN《Reset》飾演 車宇振
- 2015年：tvN《Heart to Heart》飾演 高易錫
- 2016年：KBS《Master－麵條之神》飾演 無名/崔順錫
- 2018年：MBN《心動警報》飾演 車宇賢

### 電影
- 2002年：《R．U，Ready？》
- 2003年：《韩国短篇电影21先》之 「舞蹈开始」
- 2004年：《异共》 之 「20个问题」
- 2005年：《台风太阳》飾演 小耀
- 2006年：《强敌》飾演 李洙贤
- 2007年：《驚駭糖果屋》飾演 恩洙
- 2011年：《藍鹽》飾演 獨眼
- 2013年：《夜之女王》飾演 映秀
- 2016年：《危險羅曼史》飾演 石煥
- 2019年：《沒有臉孔的老大（朝鲜语：얼굴없는 보스）》飾演 權相坤

### MV
- 2001年：鄭仁浩《Haeyo》
- 2002年：申昇勳《為了你離開》
- 2005年：SG Wannabe《夢的對話》（與奉太奎、黃靜音）
- 2005年：SG Wannabe《我心裡的寶石盒》（與奉太奎、黃靜音）
- 2010年：藝聲《非你不可》（《灰姑娘的姐姐》OST，與文瑾瑩、瑞雨、澤演）

### 綜藝節目
- 2004年：SBS 《X-Man》嘉賓 ( E09.E11.E12.E14.E24 )
- 2010年3月25日：KBS2 《Happy Together》 E142 嘉賓 -《灰姑娘的姐姐》劇組上集
- 2010年4月8日：KBS2 《Happy Together》 E143 嘉賓 -《灰姑娘的姐姐》劇組下集
- 2011年2月21日：MBC 《來玩吧》 E326 嘉賓 -《伙伴》劇組
- 2012年1月7日：MBC 《我們結婚了》 E116 - 鯨魚夫婦 客場嘉賓
- 2012年3月17日：Olive《制面名家》E08 嘉賓
- 2012年4月5日：SBS 《GO Show》 E01 嘉賓
- 2012年4月29日：SBS 《Running Man》 E92 嘉賓
- 2013年6月18日：tvN 《천정명의 봉주르, 파리》 1部
- 2013年6月19日：tvN 《천정명의 봉주르, 파리》 2部
- 2013年10月1日：SBS 《話神》 E31 嘉賓
- 2013年10月13日：SBS 《Running Man》 E167 嘉賓
- 2014年：MBC 《真正的男人》  ( E50.E53-E55.E57-E68.E74-E76 )
- 2015年3月5日：MBC 《同屬相的課外輔導》 E17 客場嘉賓
- 2015年3月12日：MBC 《同屬相的課外輔導》 E18 客場嘉賓
- 2015年3月19日：MBC 《同屬相的課外輔導》 E19 客場嘉賓
- 2015年7月21日：tvN 《現場脫口秀Taxi》 E388 嘉賓
- 2015年7月28日：tvN 《現場脫口秀taxi》 E389 嘉賓
- 2015年12月15日：SBS Plus 《현정의 틈, 보일락 말락》 E01 客場嘉賓
- 2015年12月22日：SBS Plus 《현정의 틈, 보일락 말락》 E02 客場嘉賓
- 2016年5月28日：Olive 《Tasty Road》 E15 嘉賓
- 2016年12月10日：JTBC《認識的哥哥》E54 嘉賓
- 2017年9月24日：JTBC《夜行鬼怪》E9 開始成為固定成員出演
- 2019年7月29日：MBC《都市警察:KCSI》 第2季綜藝真人秀節目
- 2022年9月23日：MBC《我獨自生活》

### 廣播
- 2011年8月16日：SBSradio 《金昌烈的老school》 嘉賓
- 2013年10月15日：SBSRadio 《崔華靜的Power Time》 嘉賓
- 2013年10月16日：KBScool FM 《劉寅娜的提高音量》 嘉賓

## 獎項
- 2005年：SBS演技大赏 新人奖（《流行70》)
- 2005年：第22届韩国最佳着装人士大赏 演员部 男演员奖
- 2005年：第26届青龙电影奖 最佳男新人奖（《台风太阳》）
- 2005年：第10届釜山国际电影节之第6届釜山映画评论家协会赏最佳男新人奖（《台风太阳》）
- 2006年：第42届百想艺术大赏 电视剧部门 男子新人演技赏（《时尚70年代》）
- 2006年：MBC演技大赏 PD赏 (《狐狸啊，你在做什么？》）
- 2007年：模特大赏 最受欢迎明星奖
- 2010年：第4届 Mnet 20's Choice 最有影响力的明星
- 2011年：KBS演技大赏 中篇电视剧部门 男子优秀演技赏（《荣光的在仁》）

## 外部連結
- 千正明的Instagram帳戶
- 千正明的X（前Twitter）
- 千正明韓國官方網站
- 千正明韓國DC（页面存档备份，存于）
- official Fanclub 正明思想（页面存档备份，存于）
- NAVER（页面存档备份，存于）